# Трудармейский
Трудармейский — посёлок в Прокопьевском районе Кемеровской области. Является административным центром Трудармейского сельского поселения. В 1949—1957 годах был центром Киселёвского района.

## География
Высочайшая точка — Маяк (456 м.)

## Население
| 1959 | 1979  | 1989  | 2002  | 2010  | 2021  |
| ---- | ----- | ----- | ----- | ----- | ----- |
| 5060 | ↘4442 | ↗4912 | ↘4831 | ↘4769 | ↘4169 |

По данным Всероссийской переписи населения 2010 года, в посёлке Трудармейский проживает 4769 человек (2259 мужчин, 2510 женщин).

## Экономика
- Птицефабрика Горнячка. Архивировано из оригинала 23 июня 2015 года., Разрез Кузнецкий.

## Организации
- Школа, Трудармейский развлекательный комплекс.